# Garra paralissorhynchus
Garra paralissorhynchus är en fiskart som beskrevs av Vishwanath och Shanta Devi 2005. Garra paralissorhynchus ingår i släktet Garra och familjen karpfiskar. IUCN kategoriserar arten globalt som sårbar. Inga underarter finns listade i Catalogue of Life.